# Pelarkaktus
Pelarkaktus (Cereus hildmannianus) är en art inom familjen kaktusar från Argentina.